# Могельницька довбанка
Могельницька довбанка (чеськ. Mohelnický monoxyl) — дубовий човен-довбанка пізньої залізної доби, виявлений 12 червня 1999 року під час риболовлі Ярославом Пєшкою, тодішнім директором Музею природної історії в Оломоуці. Човен датується кінцем III століття до нашої ери, часами кельтської колонізації Моравії і завдяки своєму віку є унікальною знахідкою на території Чехії.

## Відкриття
Човен-довбанка (моноксил) був виявлений на східному березі затопленого гравійного кар'єру поблизу Могельніце, на місці кількох попередніх великомасштабних археологічних досліджень. Першовідкривач Ярослав Пєшка спочатку подумав, що це стовбур великого дерева, але, придивившись ближче, помітив помітне загострення передньої частини стовбура. Дивлячись крізь отвір у ньому, він виявив, що його внутрішня частина порожня по всій довжині стовбура. На всій території колишнього гравійного кар'єру було вжито необхідних заходів безпеки. Одразу після цього була організована рятувальна операція під керівництвом самого Пєшкі. Це відбулося 21-24 червня 1999 року з використанням важкої техніки. Результатом стала знахідка унікального човна пізньої залізної доби. Під час розкопок працівники музею виявили, що човен затиснутий між іншими стовбурами, що вказує на можливу наявність пірсу чи причалу в цьому районі.

## Опис
Могельницька довбанка має довжину 10,5 метрів, ширину до 1 м і висоту 0,6 м. Човен виготовлений із єдиного стовбура приблизно 200-річного дуба. Товщина бортів човна складає від 4 до 18 см. Корпус корабля має частково конусоподібну форму, з найширшою частиною у кормі. На носі частково зберігся круглий отвір, який міг бути використаний для швартування судна. Корма, ймовірно, була забезпечена плоским отвором для стерна. Внутрішня частина корабля посилена чотирма ребрами (шпангоутами) для підсилиння жорсткості корпуса. Британський дослідник Дж. С. Роджерс підрахував, що човен міг перевозити 3 людей і ще 800 кг вантажу, що призводить до припущень, що це, швидше за все, вантажне або торгове судно.